# Gras-Ellenbacher Wiesen
Die Gras-Ellenbacher Wiesen sind ein Naturschutzgebiet auf dem Gebiet der  Gemeinde Grasellenbach im Landkreis Bergstraße in Südhessen.

## Lage
Die Gras-Ellenbacher Wiesen liegen im Odenwald nordöstlich des Ortsteils Gras-Ellenbach und gehören zum Naturraum „Wegscheidekamm“ des Sandsteinodenwalds. Die bewaldeten Dachsberg (481,8 m) und Kirchberg (493 m) umfassen die Wiesen im sanft abfallenden Talkessel von Osten her, am Waldrand befindet sich der Sportplatz Grasellenbach. Nach Westen schließen sich weitere Wiesenflächen bis zur Landesstraße L 3105 und nach Südwesten bis zum Ortsrand von Grasellenbach an; ein Teil der Wiesen ist als gleichnamiges Landschaftsschutzgebiet ausgewiesen.
Der nordwestlich in einem nah gelegenen Teich bei einem Sägewerk entspringende Ulfenbach durchfließt den Schutzbereich und nimmt Sickerwasser aus den Feuchtwiesen auf. Das Schutzgebiet liegt im Geo-Naturpark Bergstraße-Odenwald.

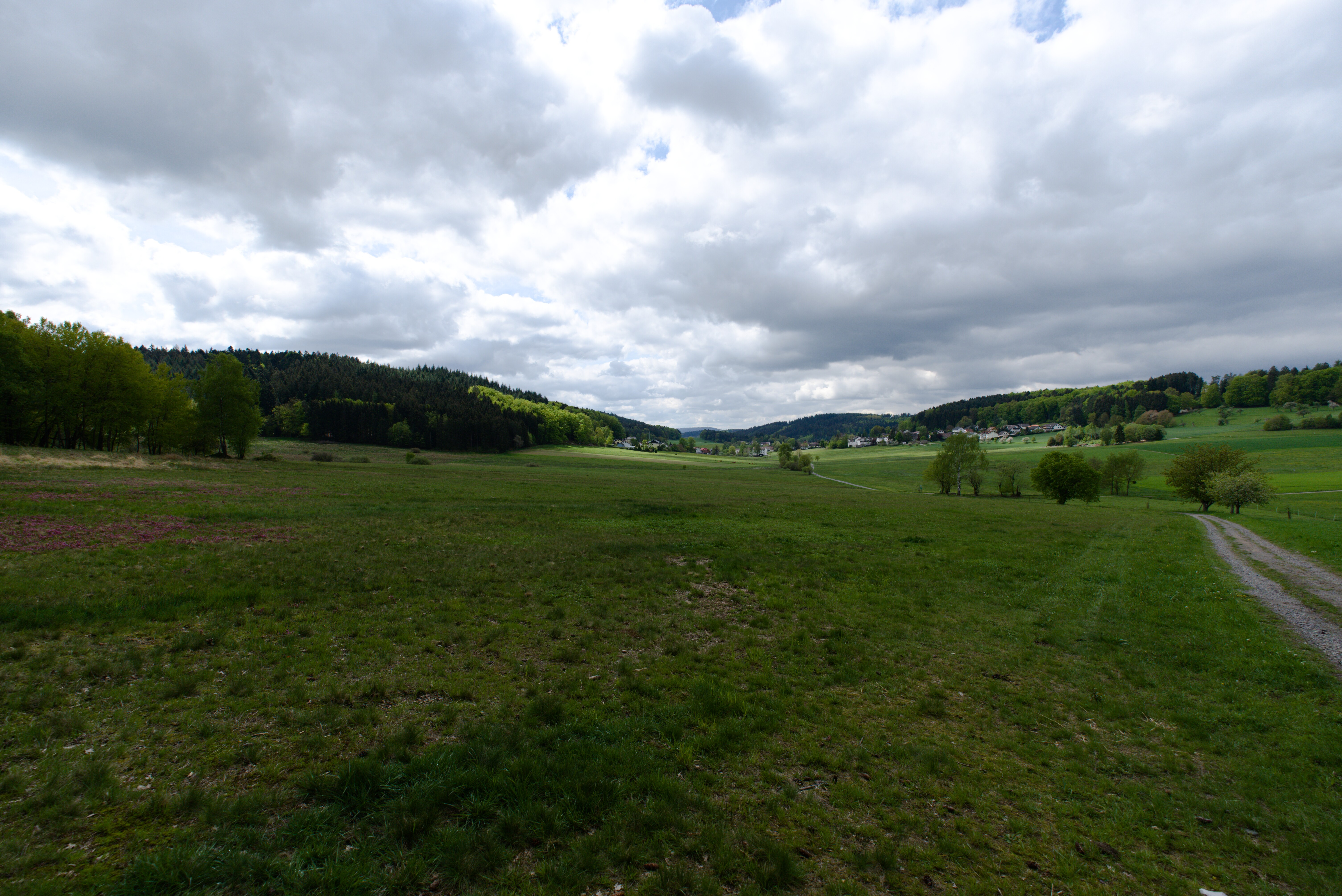
Blick auf das Naturschutzgebiet
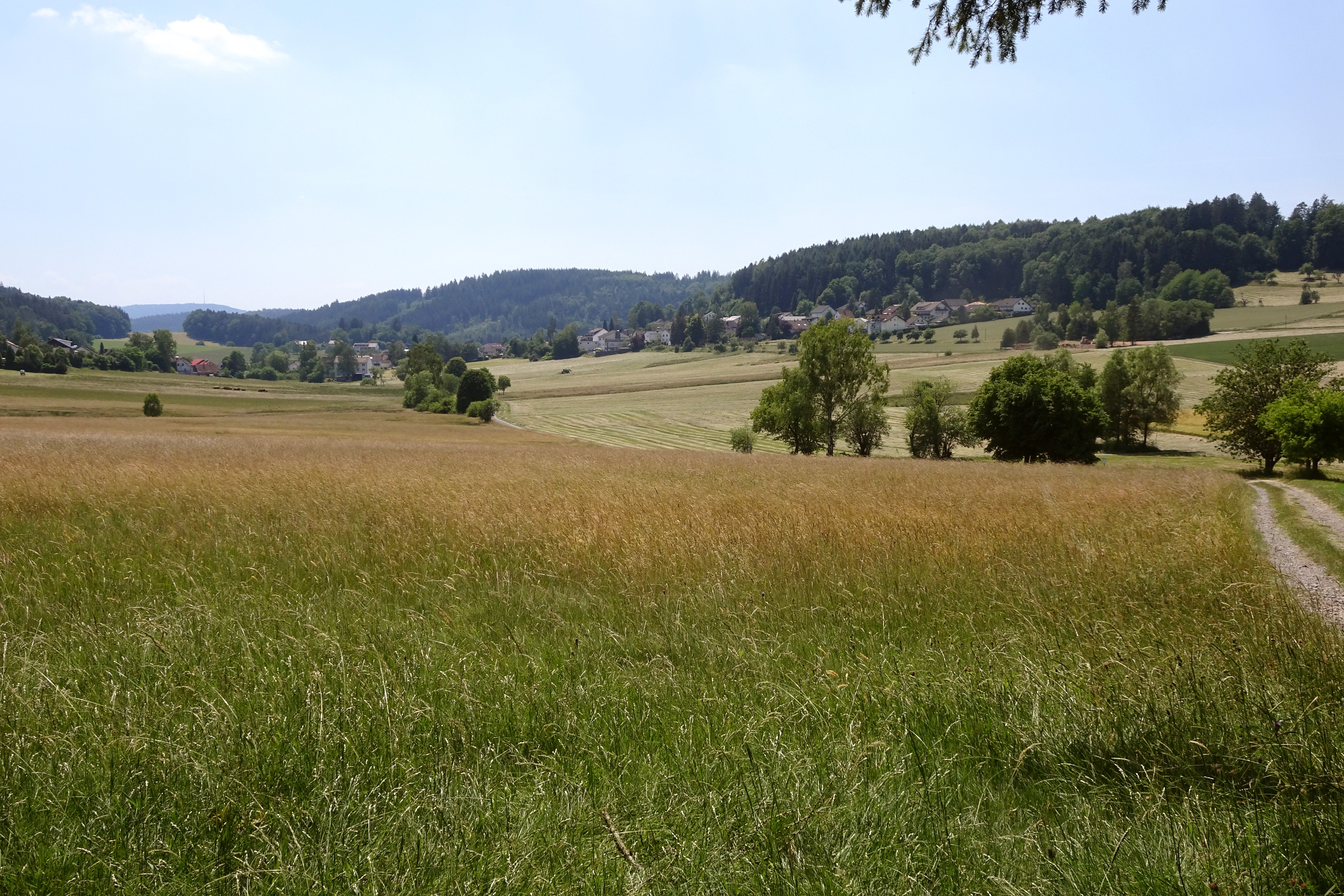
Blick von Norden über die Schutzgebiete in Richtung Grasellenbach.

## Naturschutzgebiet
Die Gras-Ellenbacher Wiesen mit einer Größe von etwa 24,1 Hektar wurde am 24. November 1981 unter der Kennung 1431023 unter Naturschutz gestellt.
Das Schutzgebiet umfasst bewirtschaftetes Grünland, Brachflächen nasser Standorte und einzelne Ackerflächen. Die großräumigen Feuchtwiesen und Brachflächen mit ihren Gräben und Quellhorizonten sind Lebensraum für zahlreiche gefährdete Pflanzen- und Tierarten. Geschützt werden soll auch die landschaftliche Schönheit des Gebiets. Die Schutzverordnung gibt daher eine extensive Wiesennutzung und die Erhaltung der Kleinseggenriede vor.